# Ерих I (Саксония-Лауенбург)
Вижте пояснителната страница за други личности с името Ерих I.
Ерих I (на немски: Erich I; * пр. 1285; † 1360, Нинбург) от род Аскани, е от 1285 до 1360 г. херцог на Саксония-Лауенбург.

## Живот
Син е на херцог Йохан I (1249 – 1285) и Ингеборг (* ок. 1253, † 30 юни 1302), дъщеря на Биргер Ярл от Швеция.
През 1282 г. баща му Йохан оставя управлението на тримата си сина Йохан II († 1322), Албрехт III и Ерих I. Назначава брат си Албрехт († 1298) като техен надзорник за времето на малолетието им и отива в манастир Витенберг.
Ерих I се подготвя първо в Магдебург за духовническа служба и става там член на домкапител. Той управлява в началото заедно с братята си Албрехт III и Йохан II. След смъртта на техния баща страната се поделя на няколко части:
- ок. 1295/1296 г. разделяне в Саксония-Витенберг и Саксония-Лауенбург
- 1305 г. Саксония-Лауенбург в частта на Лауенбург е разделена след херцог Йохан I на три линии.

След смъртта на херцог Албрехт III през 1308 г. Ерих I поема неговата третина, за което трябва да плаща издръжката на майка си. През 1321 г. той трябва да даде Бергедорф на брат си Йохан II († 1321). Така разделянето на две самостоятелни линии без общо управление е завършено. Линиите Бергедорф-Мьолн и Ратцебург-Лауенбург остават обаче свързани, понеже продължават да си делят доходите от южноелбската територия Ланд Хаделн.
Ерих I включва от 1339 г. своя син Ерих II в управлението и започва да живее в замък Рипенбург в днешен Кирхвердер. Той умира по време на пътуване за Хоя в Нинбург.

## Фамилия
Ерих I се жени през 1316 г. за Елизабет от Померания († 16 октомври 1349), дъщеря на херцог Богислав IV. Те имат децата:
- Ерих II (* 1318/1320; † 1368), ∞ 1349 г. за Агнес фон Холщайн († 1386)
- Йохан I фон Саксония-Лауенбург († 1364), епископ на Камин (1344 – 1364)
- Албрехт, fl 1334/1383, рицар на Свещения орден в Бранденбург
- Магнус, fl. 1346
- Хелена († сл. 1359), ∞ 25 април 1338 г. за граф Йохан II фон Хоя († 1377)